# Miguel Ramos Vargas
Miguel Ramos Vargas, detto Migueli (Málaga, 12 dicembre 1942 – 27 novembre 2002), è stato un calciatore spagnolo di ruolo centrocampista.

## Caratteristiche tecniche
Era un centrocampista che spiccava per temperamento, resistenza e forza fisica. Una delle sue principali capacità era quella di recuperare palloni in fase difensiva, per poi innescare azioni di contropiede.

## Carriera
Fu notato dagli osservatori del Malaga mentre giocava nella squadra locale dell'Olímpica Victoriana. Fu aggiunto al settore giovanile del Malaga e poi al compimento del diciottesimo anno di età venne aggregato alla squadra filiale dell'Atletico Malagueño.
Nella stagione 1966-1967 giocò in prestito al Cadice, perché stava svolgendo il servizio militare obbligatorio in quella località.
Tornato dall'esperienza in prestito, a 25 anni entrò definitivamente nella prima squadra del Malaga.
La sua carriera calcistica si legò così indissolubilmente a quella della sua città natale, dove giocò per 13 stagioni, diventandone anche il recordman assoluto di presenze. Esordì nella Liga spagnola il 10 settembre 1967, in trasferta contro il Las Palmas.
Nel 1972 fu, inoltre, il primo giocatore del Málaga a debuttare con la Nazionale di calcio spagnola, con la quale collezionò due presenze.
Si ritirò nel 1980, all'età di 37 anni.